# Szojuz–24
A Szojuz–24 (oroszul: Союз–24) szovjet, kétszemélyes Szojuz 7K–T típusú űrhajó. Az űrhajó szállította a harmadik, utolsó személyzetet a Szaljut–5 katonai űrállomásra.

## Küldetés
A Szojuz–24 személyzetének feladata volt az előző, műszaki problémák miatt megszakított repülés után a Szaljut–5 űrállomás használhatóvá tétele.

## Jellemzői
A CKBEM vállalat fejlesztette ki és építette meg. A Szojuz 7K–T űrhajó módosított, a katonai Almaz űrállomások kiszolgálására alkalmassá tett változata (GRAU-kódja: 11F615A9).
1977. február 7-én a Bajkonuri űrrepülőtér indítóállomásról egy Szojuz hordozórakéta (11А511U) juttatta Föld körüli, közeli körpályára. Az orbitális egység pályája 89,5 perces, 51,6 fokos hajlásszögű, elliptikus pálya perigeuma 239 km, apogeuma 269 km volt. Tömege 6800 kg. Szerkezeti felépítését tekintve a Szojuz–14 napelemtáblák nélküli változatával megegyező, de a speciális katonai feladatokra szolgáló berendezésekkel látták el.  Összesen 17 napot, 17 órát és 26 percet töltött a világűrben. Összesen 285 alkalommal kerülte meg a Földet.
Február 25-én belépett a légkörbe, a leszállás hagyományos módon – ejtőernyős leereszkedés – történt, Arkaliktól 36 kilométerre északkeletre értek Földet.

## Személyzet
- Viktor Gorbatko, parancsnok
- Jurij Glazkov, fedélzeti mérnök

## Külső hivatkozások
- Szojuz–24. lib.cas.cz. [2013. október 13-i dátummal az eredetiből archiválva]. (Hozzáférés: 2013. március 15.)
- Szojuz–24. energia.ru. [2020. október 1-i dátummal az eredetiből archiválva]. (Hozzáférés: 2013. március 15.)
- Szojuz–24. spacefacts.de. (Hozzáférés: 2013. március 15.)
- Szojuz–24. kursknet.ru. [2011. december 23-i dátummal az eredetiből archiválva]. (Hozzáférés: 2013. március 14.)
- Szojuz–24. astronautix.com. (Hozzáférés: 2013. március 15.)
- Szojuz–24. jamesoberg.com. (Hozzáférés: 2013. március 15.)

| Elődje: Szojuz–23 | Szojuz-program 1967–1981 | Utódja: Szojuz–25 |